# Chris John
Yohannes Christian „Chris“ John (* 14. září 1979 Banjarnegara) je bývalý indonéský boxer, který se prosadil zejména v profesionálním ringu. V něm působil v letech 1998–2013. Dosáhl bilance 44 vítězství (z toho 22 KO), 1 prohra a 3 remízy. V letech 2004–2013 držel titul profesionálního mistra světa asociace WBA v muší váze. To je druhé nejdelší držení mistrovského titulu v této váze v historii (delší bylo jen pradávné kralování Johnny Kilbana z let 1912–1923). John titul uhájil proti 16 boxerům, což je rovněž druhý nejvyšší počet v profesionální historii muší váhy (po Panamci Eusebio Pedrozovi). Často je označován za nejlepšího boxera lehkých vah v historii. Získal titul profesionálního mistra světa jako čtvrtý Indonésan v historii. V roce 2012 byla asociací WBA vyhlášen boxerem desetiletí. Krom boxu se rovněž věnoval čínskému bojovému umění wu-šu.